# Азиатская физическая олимпиада
Азиатская физическая олимпиада (APhO) — ежегодное состязание по физике среди школьников стран Азиатско-Тихоокеанского региона. Является одной из международных олимпиад по физике. Считается самой сложной олимпиадой, в отличие от Международной физической олимпиады школьников (IPhO) — самой престижной.
Олимпиада проводится по правилам IPhO и включает в себя теоретический тур и практические испытания. Проходит приблизительно за два месяца до Международной физической олимпиады. APhO можно рассматривать как один из этапов подготовки к IPhO.
Первая Азиатская физическая олимпиада состоялась в Индонезии в 2000 году.
Далее: Taiwan (2001), Singapore (2002), Thailand (2003), Vietnam (2004), Indonesia (2005), Kazakhstan (2006), China (2007), Mongolia (2008), Thailand (2009), Taiwan (2010).
Россия впервые приняла участие в 12-й Олимпиаде в 2011 году в Израиле. Семь юных физиков из Москвы и один из Калининграда (четыре одиннадцатиклассника и четыре десятиклассника) под руководством Лукьянова И. В. (Москва) и Боронилова Б. А. (Калининград) сразу после финала Всероссийской олимпиады школьников отправились в город Герцлия. Сама олимпиада проходила с 1 по 9 мая в Тель-Авиве. В соревновании приняли участие 120 школьников из 16 стран.
2012 год. 13-я Олимпиада. Проходила с 30 апреля по 7 мая в Нью-Дели, Индия. Приняли участие 156 школьников из 21 страны.
2013 год. 14-я Олимпиада. Проходила с 5 по 13 мая в Богоре, Индонезия. Приняли участие 146 школьников из 20 стран.
2014 год. 15-я Олимпиада. Проходила с 11 по 19 мая в Сингапуре. Приняли участие 174 школьника из 27 стран.
2015 год. 16-я Олимпиада. Проходила с 3 по 11 мая в Ханчжоу, Китайская Народная Республика. В соревновании приняли участие 186 школьников из 25 стран.
2016 год. 17-я Олимпиада. Проходила с 1 по 9 мая в Гонконге. В соревновании приняли участие более 200 школьников из 26 стран.
2017 год. 18-я Олимпиада. Проходила с 1 по 9 мая в Якутске, Россия. В соревновании приняли участие 170 школьников из 24 стран. Нашу страну представляли 2 команды по 8 школьников каждая.
2018 год. 19-я Олимпиада. Проходила с 6 по 12 мая в Ханое, Вьетнам. В соревновании приняли участие 188 школьников из 25 стран.
2019 год. 20-я Олимпиада. Проходила с 5 по 13 мая в Аделаиде, Австралия.
2021 год.  Проходила с 17 по 23 мая в Тайване в дистанционном формате. В соревновании приняли участие более 180 школьников из 23 стран.
2022 год. Проходила с 23 по 31 мая в Дехрадун, Индия в дистанционном формате.
2023 год. Проходила с 21 по 29 мая в Улан-Баторе, Монголия.